# Winterthur Gas & Diesel

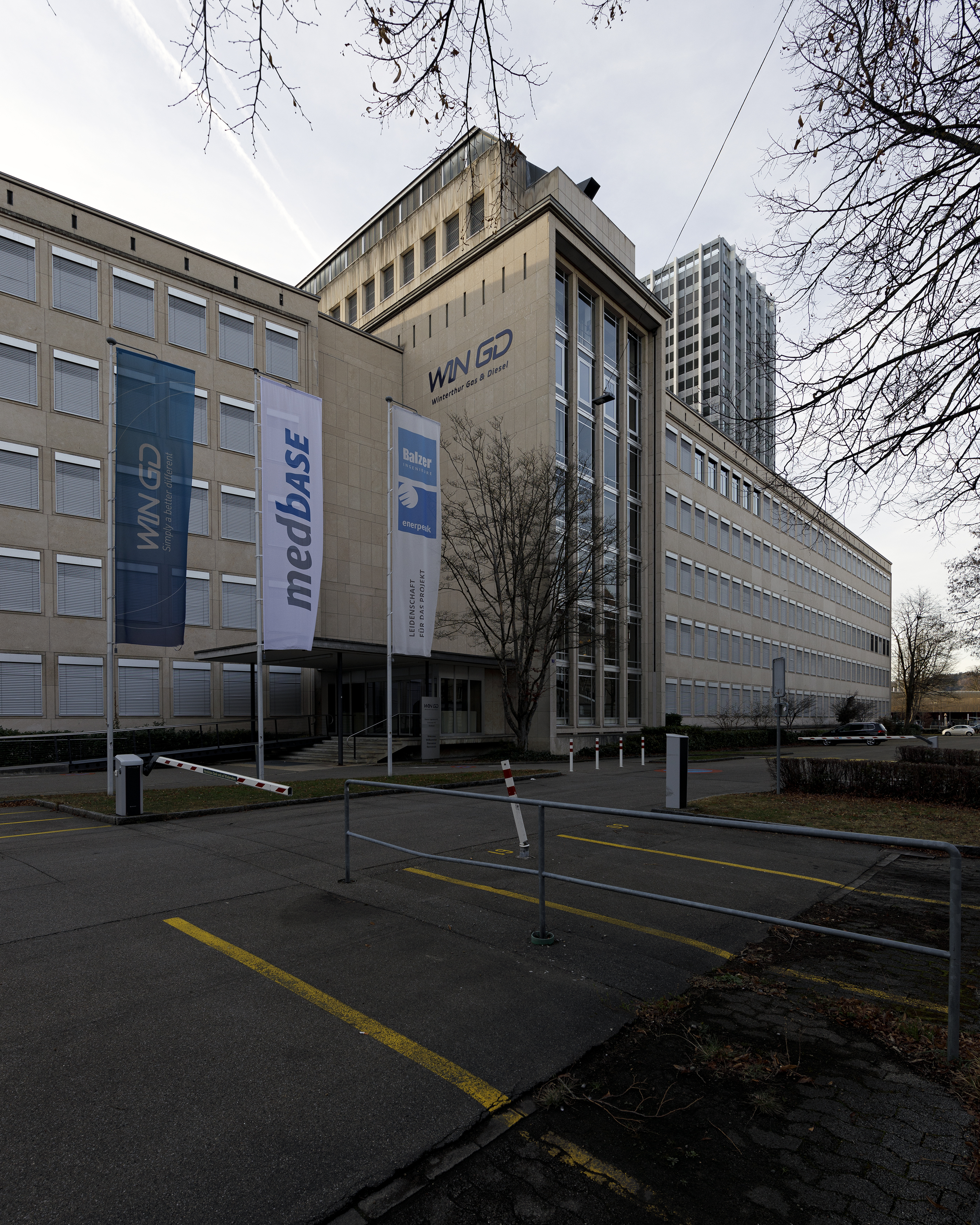
Hauptsitz der WinGD an der Schützenstrasse 3 in Winterthur. Aufnahme von 2022

Winterthur Gas & Diesel Ltd. (WinGD) entstand am 19. Januar 2015 als 70/30 Joint Venture der China State Shipbuilding Corporation (CSSC) und des finnischen Wärtsilä-Konzerns zur Bündelung ihrer Zweitakt-Schiffsdieselmotor-Aktivitäten. Sitz des Unternehmens ist der Sulzer-Diesel-Standort in Winterthur, Schweiz. Sulzer Diesel war 1997 von Wärtsilä übernommen worden.

## Geschichte
Aus einer Umstrukturierung infolge einer Unternehmenskrise bei Sulzer folgte 1989 die Gründung der New Sulzer Diesel (NSD) und 1991 der Verkauf der Dieselmotorendivision an Fincantieri (42 %), Bremer Vulkan (42 %) und das Management (6 %) unter Beibehaltung von 10 % des Aktienkapitals (ab 1997 Wärtsilä NSD, ab 2000 Wärtsilä Schweiz).
Die Spezialität von Wärtsila waren ursprünglich mittelschnelllaufende Viertakt-Motoren mit bis zu 18 Zylindern und einer Leistung von 18.900 kW (25.700 PS). Seit der Übernahme der Aktivitäten der Schweizer New Sulzer Diesel von Fincantieri, die vor allem auf dem Sektor Zweitakt-Schiffsantriebe tätig war, konkurrierte Wärtsilä mit dem weltweit führenden Hersteller MAN Diesel. Durch die Produktübernahme von Sulzer (seit Beginn 2006 nun auch unter dem Namen Wärtsilä) führte Wärtsilä auch größte und wirtschaftlichste Zweitakt-Verbrennungsmotoren für die Tanker- und Containerschifffahrt im Portfolio. Die Produktpalette reicht von niedrigen Leistungsklassen mit Viertakt-Antrieben und Motoren ab etwa 2.000 kW (2720 PS) bis zu langsam laufenden Großmotoren mit Leistungen in der Größenordnung von 100.000 PS. Der leistungsstärkste Wärtsilä-Zweitaktmotor Wärtsilä RT-flex96C mit 14 Zylindern und einem Kolbendurchmesser von 96 cm entwickelt mit vier Accelleron-Turboladern eine Leistung von über 84.420 kW (114.811 PS). Er ist der Hauptantrieb der Containerschiffe der Emma-Mærsk-Klasse. Nach Konzernangaben stieg der Weltmarktanteil bei Schiffsdieselmotoren zum Jahr 2016 deutlich auf 34 Prozent an. Im Jahr 2017 wurde eine Vereinbarung über die Zusammenarbeit von Winterthur Gas & Diesel mit Hyundai Heavy Industries für weitere zehn Jahre bekanntgegeben. Beide Unternehmen hatten im Sektor der Großmotoren bereits bei früheren Entwicklungen zusammengearbeitet.
Um dem Trend hin zu langsam laufenden und energieeffizienteren Schiffen gerecht zu werden (siehe Slow steaming und Green shipping), führte Wärtsilä im Jahr 2011 die neue Produktreihe der Generation X-Motoren ein. Diese zeichnet sich durch weniger Brennstoffverbrauch, eine höhere Leistungsdichte und höhere Effizienz aus.